# يوتيوب شورتس
يوتيوب شورتس (بالإنجليزية: YouTube Shorts)‏ هي عبارة عن منصة لمشاهدة الفيديوهات القصيرة التي يقدمها تطبيق يوتيوب. تستضيف المنصة محتوى مستخدم يشبه إلى حد كبير خدمة يوتيوب الأساسية، لكنها تقتصر على فيديوهات بمدة لا تفوق 60 ثانية (دقيقة واحدة). منذ إطلاقها، حصدت يوتيوب شورتس في مجموع المشاهدات على أكثر من 5 تريليون مشاهدة.

## وصلات خارجية
- الموقع الرسمي